# Halgerda batangas
Halgerda batangas (хальгерда батанга) — вид морських безоболонкових черевоногих молюсків із ряду голозяброві (Nudibranchia), родини Discodorididae.

## Опис
Хальгерда батанга виростає до 50 мм. Живиться губками і асцидіями. Відмінна риса цього молюска — сіточка помаранчевих ліній, що покривають все тіло, а також темні крапочки на ринофорах і зябрах.

## Розповсюдження
Індонезія, Філіппіни, Соломонові острови, Таїланд, Малайзія, Папуа Нова Гвінея, Сулавесі, Великий Бар'єрний риф і Тайвань.